# Episodi di Marte (prima stagione)
La prima stagione della serie televisiva Marte, composta da 6 episodi, è stata trasmessa sui canali olandese, polacco e turco di National Geographic dal 13 novembre al 18 dicembre 2016. Negli Stati Uniti d'America, è stata distribuita il giorno seguente.
In Italia, la stagione è andata in onda dal 15 novembre al 20 dicembre 2016 su National Geographic. In chiaro, è stata trasmessa dal 1º gennaio al 5 febbraio 2018 su Alpha, canale 59 del digitale terrestre.
| nº | Titolo originale | Titolo italiano          | Prima TV Paesi Bassi/Polonia/Turchia | Prima TV Italia  |
| -- | ---------------- | ------------------------ | ------------------------------------ | ---------------- |
| 1  | Novo Mundo       | Nuovo mondo              | 13 novembre 2016                     | 15 novembre 2016 |
| 2  | Grounded         | A terra                  | 20 novembre 2016                     | 22 novembre 2016 |
| 3  | Pressure Drop    | Una casa su Marte        | 27 novembre 2016                     | 29 novembre 2016 |
| 4  | Power            | Nuovi arrivi             | 4 dicembre 2016                      | 6 dicembre 2016  |
| 5  | Darkest Day      | Giorni oscuri            | 11 dicembre 2016                     | 13 dicembre 2016 |
| 6  | Crossroads       | Il futuro della missione | 18 dicembre 2016                     | 20 dicembre 2016 |